# Col du Lukmanier
Le col du Lukmanier (passo del Lucomagno en italien, Cuolm Lucmagn en romanche) est un col des Alpes suisses situé à 1 917 mètres d'altitude. Il relie Disentis (Grisons) à Biasca (Tessin). Depuis Disentis il suit le val Medel jusqu'au col puis redescend par le val Blenio jusqu'à Biasca. La route, ouverte en 1877, a une longueur de 61 kilomètres et une déclivité de 9 %.

## Toponymie
Le nom vient du latin lucus magnus, la « grande forêt ».

## Géographie
La route atteint son point culminant à 1 972 m d'altitude dans la galerie couverte au nord du col. Le col du Lukmanier est le seul qui permette de traverser la ligne faîtière des Alpes suisses en voiture sans dépasser les 2 000 m d'altitude. Il sépare le massif du Saint-Gothard de l'Adula et se situe sur la ligne de partage des eaux entre la mer Méditerranée et la mer du Nord.
À partir du col, on peut emprunter le Passo dell'Uomo (2 218 m) pour rejoindre à pied le val Piora, où se situe le Lago Ritom.
| Localité  | altitude | distance | dénivellation | distance totale | dénivellation totale |
| --------- | -------- | -------- | ------------- | --------------- | -------------------- |
| Disentis  | 1 130 m  | -        | -             | -               | -                    |
| Curaglia  | 1 332 m  | 5 km     | 202 m         | 5 km            | 202 m                |
| Platta    | m        | 1.5 km   | m             | 6.5 km          | m                    |
| col       | 1914 m   | 13.5 km  | m             | 20 km           | 784 m                |
| Camperio  | 1 249 m  | 13 km    | 665 m         | 33 km           | m                    |
| Olivone   | 882 m    | 6 km     | m             | 39 km           | m                    |
| Marogno   | m        | 15 km    | m             | 54 km           | m                    |
| Malvaglia | m        | 6 km     | m             | 60 km           | m                    |
| Biasca    | 303 m    | 1 km     | m             | 61 km           | 827 m                |

## Histoire
La découverte de monnaies romaines à Malvaglia a permis d'établir que ce chemin était déjà utilisé au IIIe siècle. L'importance du col grandit sous les royaumes francs avec la fondation de l'abbaye de Disentis au début du VIIIe siècle. En 1374, l'abbaye construit un refuge et une chapelle dédiée à Marie sur le col. Durant le reste du Moyen Âge, en particulier sous les Hohenstaufen, le Lukmanier est la principale liaison nord-sud de la Suisse. Il perd ensuite en importance au profit des cols du Saint-Gothard et du Splügen qui bénéficient d'un accès plus facile malgré une altitude plus élevée.
Au XIXe siècle, on préfère un temps la route du Lukmanier pour la liaison ferroviaire entre la Suisse alémanique et le Tessin car elle n'aurait pas nécessité le percement d'un couteux tunnel mais c'est la ligne du Gothard par la vallée de la Reuss et la Léventine qui est choisie en 1869. Même si une chaussée moderne est installée (en 1872 pour la partie grisonne et en 1877 pour la partie tessinoise), l'importance du col diminue. Avec l'ouverture de l'autoroute A2 et du tunnel routier du Saint-Gothard, le Lukmanier perd définitivement son rôle d'axe de transit.
Dans les années 1960, la route est déplacée dans une galerie sur le versant grison dans le cadre de la construction du Lai da Sontga Maria. La chapelle et le refuge disparaissent en 1964 lors de la mise en eau du barrage et sont reconstruits le long de la route. Le nouveau refuge est inauguré le 1er août 1965 et la chapelle, financée par la NOK, en 1967.
En 1980, le service hivernal est interrompu par les cantons, qui refusent de prendre en charge un coût estimé à 700 000 francs par an. Une association, Pro Lucmagn, est alors formée pour maintenir le col ouvert le plus longtemps possible chaque hiver, principalement à l'initiative de la commune de Disentis et des sociétés de remontées mécaniques de la Surselva. Le projet a été reconduit pour cinq ans en 2004.

## Activités

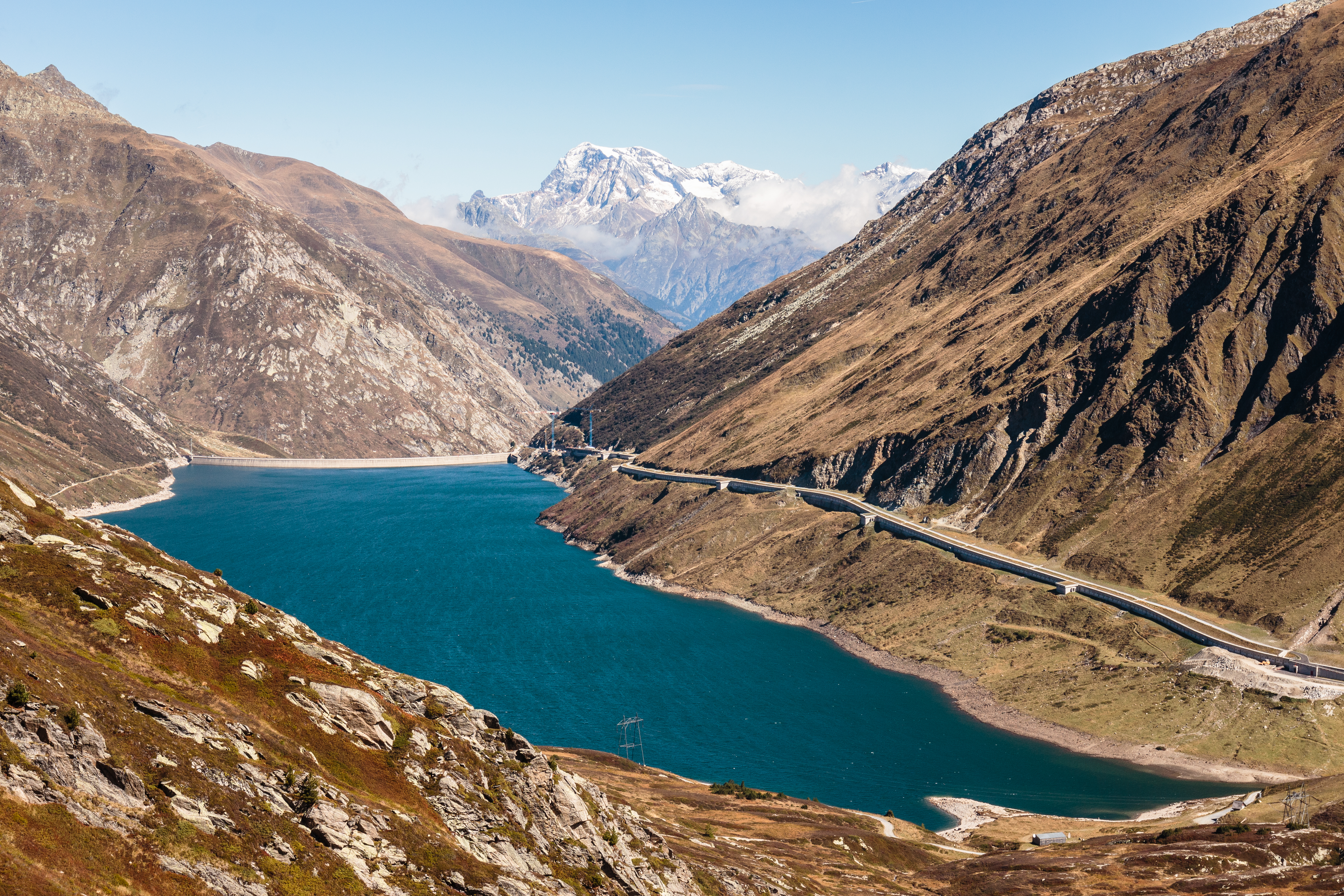
Depuis le col du Lukmanier, la retenue artificielle du Lago di Santa Maria, au loin le Tödi et le Bifertenstock.

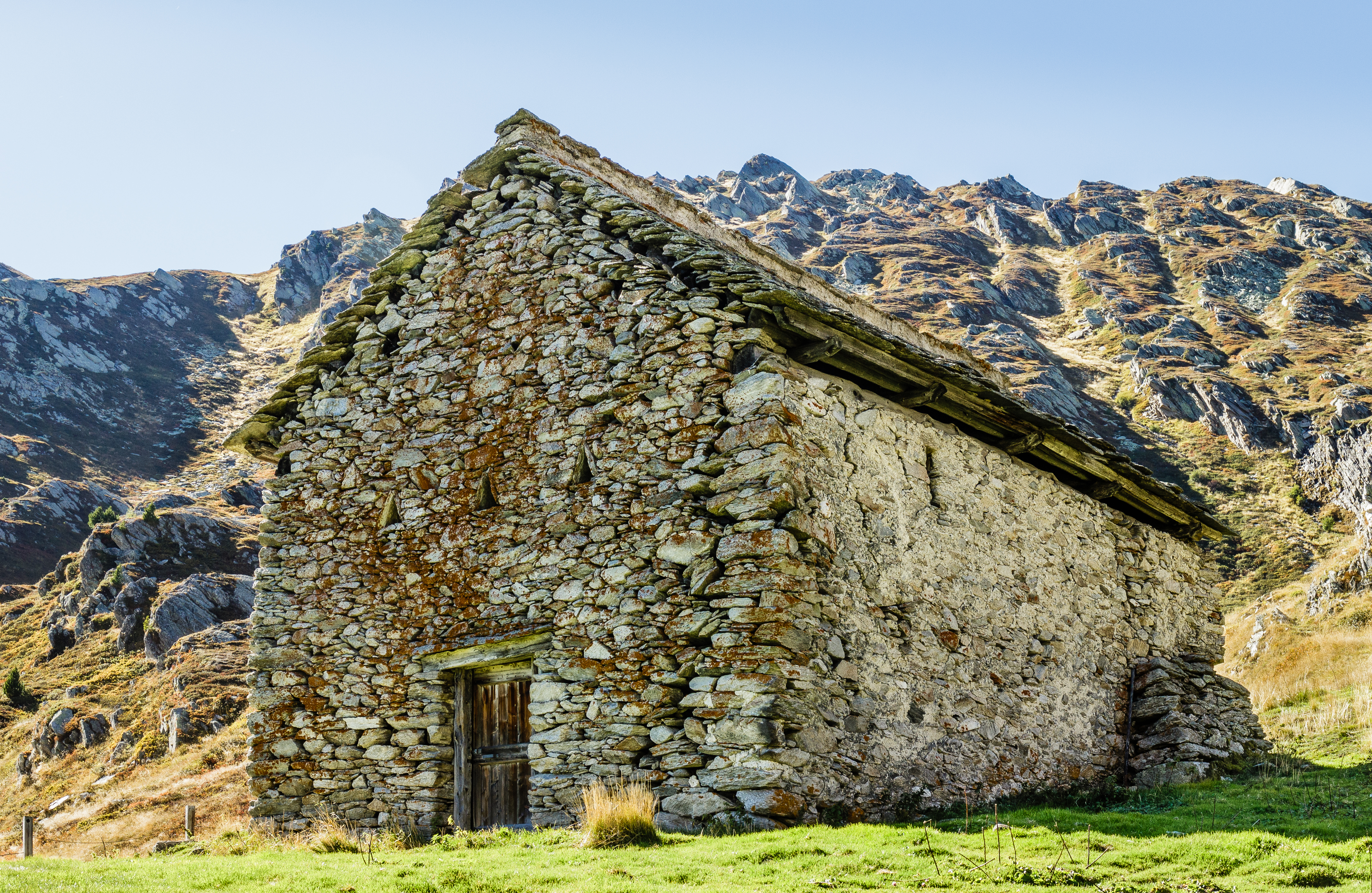
Un refuge de montagne, entouré de plantes bryophytes, près du col.

Les Centralschweizerische Kraftwerke ont utilisé la faible altitude du col pour y installer une ligne électrique à haute tension de 380 kV à travers les Alpes. Comme la ligne est plus ancienne que le lac de rétention, l'un des pylônes est juché sur un socle de béton de 28 mètres de haut situé au milieu du lac. Cette construction a permis d'éviter de modifier le tracé, ce qui aurait nécessité une nouvelle autorisation et occasionné des coûts importants.

## Cyclisme
La route du col est régulièrement empruntée par le Tour de Suisse cycliste. Entre sa création en 1933 et 2014, cette compétition est passée à 34 reprises sur le Lukmanier. Le passage par ce col fut effectué par deux fois sur le Tour de Suisse 2021, sur la 6e étape puis la 8e étape. Cette ascension est également au programme de la 7e étape du Tour de Suisse 2022.